# فيلاألمانزو
بلدية فيلاألمانزو (بالإسبانية: Villalmanzo)‏, هي إحدى بلديات مقاطعة برغش, التي تقع في منطقة قشتالة وليون, والتي تقع في شمال غرب إسبانيا.
يبلغ عدد سكانها 484 نسمة وفقاً لإحصائية سنة (2002).